# Theodor Zwinger III
Pour les articles homonymes, voir Zwinger (homonymie).
Theodor Zwinger III, fils de Johann Zwinger, est un médecin suisse, né à Bâle le 6 août 1658 et mort à Fribourg-en-Brisgau le 22 avril 1724 . 

## Biographie
Ayant achevé ses humanités, il fit son cours de philosophie et, en 1675, reçut le grade de maître ès arts[citation nécessaire]. 
Se destinant à l'exercice de la médecine, il joignit à l'étude de l'art de guérir celle de toutes les sciences accessoires et fit succéder à la lecture des ouvrages des Anciens celle des meilleurs écrits modernes. 
Il se rendit, en 1678, à Schaffhouse, pour y suivre des leçons et à Zurich, où il se perfectionna dans la connaissance de la botanique et de l'histoire naturelle, par sa lecture de Gesner, de Scheuchzer, etc.
De retour à Bâle en 1680, il y fut reçu docteur en médecine. Quelques années plus tard, il est nommé professeur de rhétorique à l'académie en 1684, il permuta, trois ans après, cette chaire contre celle de physique.
Il sera plus tard admis à l'Académie des sciences de Berlin et, inscrit sous le nom d'Aristote, à l'Académie des Curieux de la nature.
On lui offrit, en 1700, la première chaire de médecine de l'académie de Leyde. Le landgrave de Hesse-Cassel et le roi de Prusse cherchèrent à se l'attacher par des offres ; mais rien ne put le décider à quitter sa ville natale. Nommé médecin et conseiller aulique du duc de Wurtemberg et du marquis de Bade-Dourlach, il reçut les mêmes titres de plusieurs princes et de diverses villes d'Allemagne.
Au mois de décembre 1703, il passa de la chaire de physique à celle d'anatomie et de botanique. L'hiver il présidait aux dissections dans l'amphithéâtre, et l'été, suivi de ses élèves, il parcourait les montagnes de la Suisse, pour y recueillir de nouvelles plantes, dont il enrichissait le jardin de l'académie. 
La ville de Fribourg-en-Brisgau, affligée d'une épidémie en 1710, réclama les soins de Zwinger. Il passait le jour à visiter les malades et une partie de la nuit à rédiger ses observations.
L'année suivante, il fut chargé du cours de médecine théorique et pratique. Ce fut dans l'exercice de cette place qu'il termina sa vie, en avril 1724.

## Sources
Louis-Gabriel Michaud, Biographie universelle ancienne et moderne, t. 45, 1843-1865, 2e éd. [détail de l’édition] (lire en ligne), « Zwinger (Théodore), dit le Jeune », p. 648
1. 1 2  Voir les Athenae rauricae, p. 196-201.